# Théorème de la limite monotone
À ne pas confondre avec le théorème de convergence monotone en théorie de l'intégration.
Le théorème de la limite monotone (parfois appelé théorème de convergence monotone) est un théorème d'analyse selon lequel les éventuelles discontinuités d'une fonction numérique monotone sont « par sauts » et les suites monotones possèdent une limite.

## Énoncé pour les fonctions
Soient ]a, b[ un intervalle réel ouvert non vide (borné ou non : {\displaystyle -\infty \leq a<b\leq +\infty }) et {\displaystyle f:\left]a,b\right[\to \mathbb {R} } une fonction croissante. Alors, :
- f admet en b une limite à gauche, qui est finie si f est majorée et qui vaut +∞ sinon ;
- f admet en a une limite à droite, qui est finie si f est minorée et qui vaut –∞ sinon ;
- f admet en tout point x de ]a, b[ une limite à gauche et une limite à droite, qu'on note respectivement f(x–) et f(x+) ; elles sont finies et vérifient {\displaystyle f(x^{-})\leq f(x)\leq f(x^{+})}.

Plus généralement :

Soient {\displaystyle D} une partie de {\displaystyle \mathbb {R} }, {\displaystyle f:D\to \mathbb {R} } une application croissante et {\displaystyle a\in {\overline {\mathbb {R} }}=\mathbb {R} \cup \{-\infty ,+\infty \}}.
- Si {\displaystyle a} est adhérent à {\displaystyle D\cap ]-\infty ,a[} alors{\displaystyle \lim _{a^{-}}f=\sup f(D\cap ]-\infty ,a[)}.
- Si {\displaystyle a} est adhérent à {\displaystyle D\cap ]a,+\infty [} alors{\displaystyle \lim _{a^{+}}f=\inf f(D\cap ]a,+\infty [)}.

Le théorème analogue pour les fonctions décroissantes s'en déduit en remplaçant f par –f ; il convient d'inverser le sens des inégalités et d'échanger « minorée » et « majorée » ainsi que « +∞ » et « –∞ ».

## Énoncé pour les suites
Lorsqu'on prend {\displaystyle D=\mathbb {N} } et {\displaystyle a=+\infty } dans l'énoncé général ci-dessus, on obtient :
Soit {\displaystyle u=\left(u_{n}\right)_{n\in \mathbb {N} }} une suite croissante de réels. Alors, {\displaystyle \lim u=\sup u(\mathbb {N} )}. Par conséquent :
- si la suite est majorée alors elle est convergente ;
- si la suite n'est pas majorée alors elle tend vers +∞.

Le théorème analogue pour les suites décroissantes s'en déduit en remplaçant {\displaystyle u} par {\displaystyle -u}.